# Arhanghelul Rafael
Rafael (în ebraică רָפָאֵל, RafaʾEl, "Dumnezeu este Cel care vindecă", "Dumnezeu vindecă", "Dumnezeule Te rugăm, vindecă", arabă : إسرافيل, Isrāfīl) este un Arhanghel al iudaismului , creștinismului și islamului, care, în tradiția iudeo-creștină realizează toate tipurile de vindecări.
Arhanghelul Rafael este unul din conducătorii îngerilor, este amintit de Cartea lui Tobit, fiind cel care l-a călăuzit și ocrotit pe Tobie, fiul lui Tobit. Rafael mai apare în Cartea lui Enoh, în creștinism și în islam.